# Pascal Tongamba
Pascal Tongamba est un prêtre catholique centrafricain né le 28 octobre 1959 en République centrafricaine. 
Il a été administrateur apostolique du diocèse de Bossangoa de juin 2009 à mai 2012.
Il est actuellement inséré dans l'archidiocèse de Strasbourg.

## Biographie
Pascal Tongamba est originaire de la République Centrafricaine. Il est le 4e d’une famille de treize enfants. Il reçoit le baptême en 1975 et devient servant d'autel. Après avoir été confirmé, il entre au grand séminaire de Bangui où il suivra toutes ses études jusqu'en juin 1993.
Pascal Tongamba a été ordonné prêtre le 13 février 1994 pour l'archidiocèse de Bangui. Il sera alors successivement curé de différentes paroisses de Bangui dont celle de la cathédrale Notre-Dame de l'Immaculée Conception, tout en étant vicaire épiscopal du secteur de Fatima, puis du secteur de l'Immaculée Conception. 
En 2006, il est nommé vicaire général du diocèse de Bangui et reçoit à titre honorifique l’appellation de Monseigneur.  
En 2009, le saint-siège le nomme administrateur apostolique du diocèse de Bossangoa, un des neuf diocèses de Centrafrique, situé au Nord-Ouest de Bangui, fonction qu'il assurera jusqu’à l’été 2012.
En 2013, il est affecté dans le diocèse de Saint-Claude dans le Jura, comme prêtre coopérateur Fidei Donum pour le secteur pastoral de Poligny,.
De 2017 à 2021, il est prêtre coopérateur pour la communauté de paroisses Saint-Benoît du Pays de Wissembourg dans l'archidiocèse de Strasbourg.
En janvier 2020, il publie un livre, Mariathérapie : une thérapie intégrative - psycho-somato & spirituelle.
Depuis septembre 2021, il est curé de la communauté de paroisses de « Dettwiller et les collines de Wundratzheim », près de Saverne (Bas-Rhin), dans l'archidiocèse de Strasbourg.

## Publication
- Pascal Tongamba, Mariathérapie : une thérapie intégrative - psycho-somato & spirituelle, Éditions Rhénanes, 2020, 216 p. (ISBN 9782957378104)[6]